# Zeebrugge

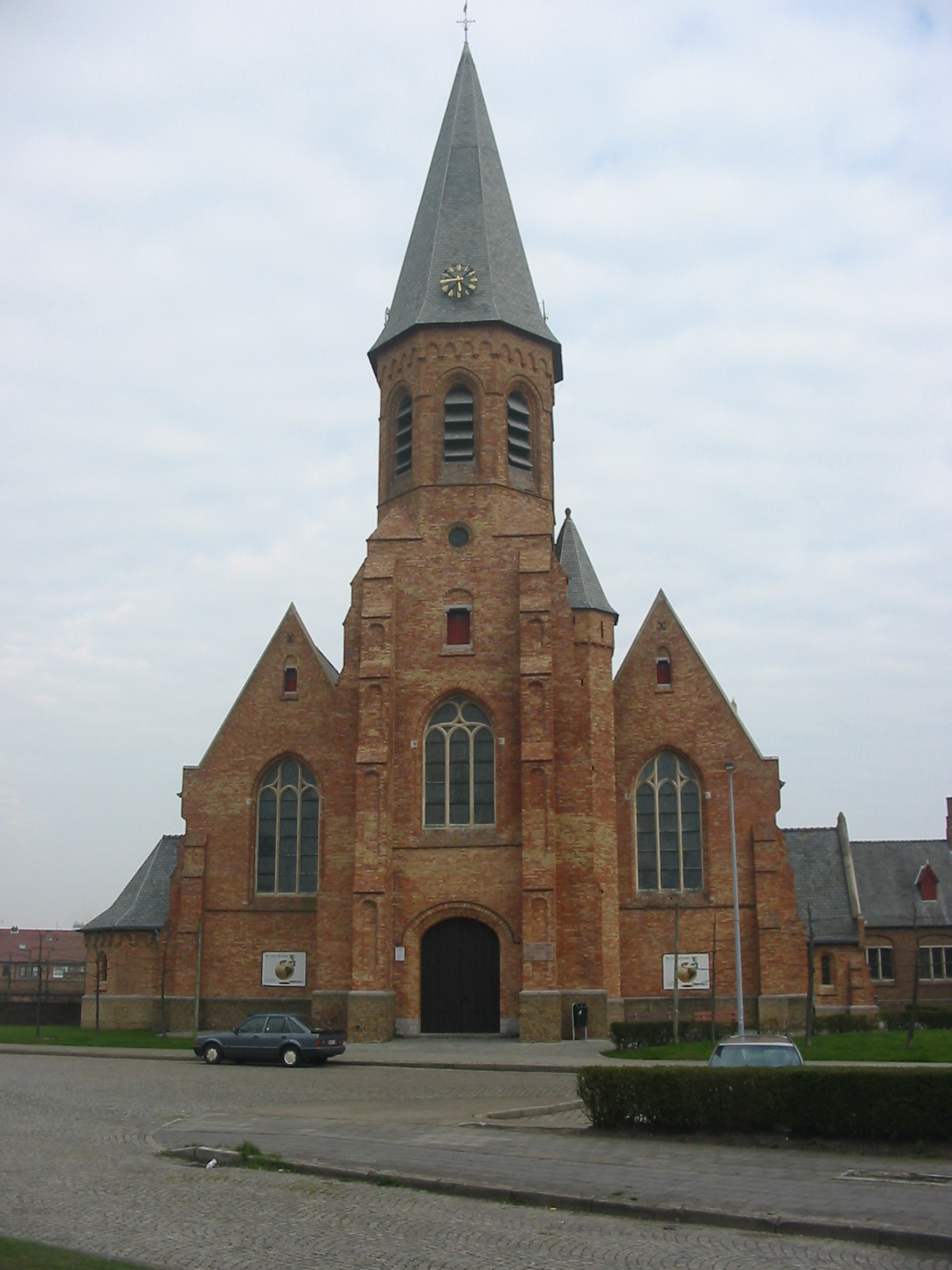
Chiesa di Sint-Donatius

Zeebrugge (Zeebruges in francese, letteralmente Marina di Brugge )  è una località portuale del Belgio. Appartiene alla municipalità di Bruges e ne rappresenta il porto.

## Geografia fisica
Situata sul Mare del Nord nella provincia delle Fiandre Occidentali, dista circa 16 km da Bruges.

## Il porto
Il porto di Zeebrugge è un terminale marittimo adibito essenzialmente alla movimentazione commerciale: la sua capacità annuale è di oltre 30 milioni di tonnellate di merci distribuite su circa 10 000 attracchi. Venne fondato nel 1907 per ridare alla città di Bruges l'accesso al mare, perduto secoli prima per il progressivo interramento del canale dello Zwin, e rilanciare così l'economia locale. Ampliato dal 1972 al 1985 per far fronte ai sempre crescenti traffici commerciali, il porto impiega più di 7 000 persone (dato al 2006) ed è il maggior terminale europeo per quanto riguarda il gas naturale liquefatto (GNL).

### Statistiche
| Anno | Tonnellate movimentate |
| ---- | ---------------------- |
| 2007 | 42 077 236             |
| 2006 | 39 472 777             |
| 2005 | 34 590 614             |
| 2004 | 31 794 424             |
| 2003 | 30 570 032             |
| 2002 | 32 935 001             |
| 2001 | 32 080 072             |
| 2000 | 35 474 593             |
| 1999 | 35 440 403             |
| 1998 | 33 283 435             |
| 1997 | 32 407 762             |
| 1996 | 28 499 277             |
| 1995 | 30 573 371             |
| 1994 | 32 886 216             |
| 1993 | 31 436 524             |
| 1992 | 33 441 387             |
| 1991 | 30 852 809             |
| 1990 | 30 349 153             |
| 1989 | 25 806 531             |
| 1988 | 20 050 085             |
| 1987 | 17 612 550             |
| 1986 | 15 124 425             |
| 1985 | 14 165 668             |
| 1984 | 12 001 164             |
| 1983 | 10 304 501             |
| 1982 | 9 338 727              |
| 1981 | 12 841 122             |
| 1980 | 14 189 482             |

## Eventi
Durante la prima guerra mondiale, fu teatro del raid di Zeebrugge, che vide i royal marines britannici assaltare il porto occupato dalla Germania durante l'invasione del Belgio.
La sera del 6 marzo 1987 il traghetto Herald of Free Enterprise salpò da Zeebrugge con 459 passeggeri a bordo ma poco dopo si rovesciò: il bilancio fu di 193 morti.